# Patrick Gaillard
Pour les articles homonymes, voir Gaillard.
Pas d'image ? Cliquez ici
Patrick Gaillard, né le 12 février 1952 à Paris, est un pilote automobile français.

## Compétitions en Formule 1
En 1979, il a participé à quatre Grands Prix de Formule 1 chez Ensign (GP de France, Grande-Bretagne, Allemagne et Autriche) sur une Ensign N179 Ford, se qualifiant à deux reprises à Silverstone et Zeltweg, terminant 13e du Grand Prix de Grande-Bretagne, sans inscrire de point.

Il a disputé également le Grand Prix d'Espagne à Jarama en 1980 sur Ensign N180 Ford, finissant 6e d'une course qui sera finalement retirée du Championnat du monde de F1 1980 en raison du conflit FISA-FOCA.

## Autres compétitions en monoplace
Il a aussi piloté en monoplace en Formule Renault Europe en 1975 et 1976 sur châssis Martini, en Formule 3 en 1977 en Grande-Bretagne sur une Chevron B38 Toyota privée et en 1978 en championnat d'Europe au volant d'une Chevron B43 Toyota officielle de l'équipe d'usine Chevron terminant la saison 1979 avec deux victoires à la 3e place au championnat d'Europe de F3. 
Il a piloté ensuite occasionnellement en Formule 2 européenne une Chevron B48 Hart officielle en 1979, une Maurer MM80 BMW en 1980 et en 1981 des AGS BMW, mais aussi lors d'épreuves du championnat F2 au Japon une Chevron B42 BMW menée à la 4e place à Suzuka fin 1978, puis en 1980 une March 792 BMW et une March 802 BMW respectivement 5e et 7e les deux courses de déroulant sur le circuit de Suzuka.

## Compétitions en Sport-Prototypes
Il participa également à une épreuve du championnat CanAm au volant de la Schkee Chevrolet en 1979 et en sport-prototypes aux 24 Heures du Mans sur ACR 80 Ford en 1980 et 1981 , Courage Ford en 1982 et en 1983 sur Kremer Porsche CK5.

## Autres compétitions
Patrick Gaillard a participé au rallye Paris-Dakar en 1982, sur un Mercedes 280GE 4x4. Vainqueur de l'étape Timeaouine-Gao au neuvième jour de course, l’équipage Gaillard-Gauvain abandonne avant l'arrivée.

## Autres activités liées au sport automobile
Patrick Gaillard a aussi été moniteur de conduite sur glace à Châtel, et moniteur à l'école de pilotage AGS F1 sur le circuit du Luc en Provence.

## Résultats en championnat du monde de Formule 1
| Saison | Écurie      | Châssis     | Moteur      | Pneus    | Participations en GP | Non qualifications | GP disputés | GP terminés | Points inscrits | Classement |
| ------ | ----------- | ----------- | ----------- | -------- | -------------------- | ------------------ | ----------- | ----------- | --------------- | ---------- |
| 1979   | Team Ensign | Ensign N179 | Cosworth V6 | Goodyear | 4                    | 2                  | 2           | 1           | 0               | n.c.       |